# ماهی‌گیرک نوک‌سرخ
ماهی‌گیرک نوک‌سرخ (نام علمی: Aethia psittacula) نام یک گونه از تیره ماهی‌گیرک است.